# The Thin Red Line (Batalha de Balaclava)

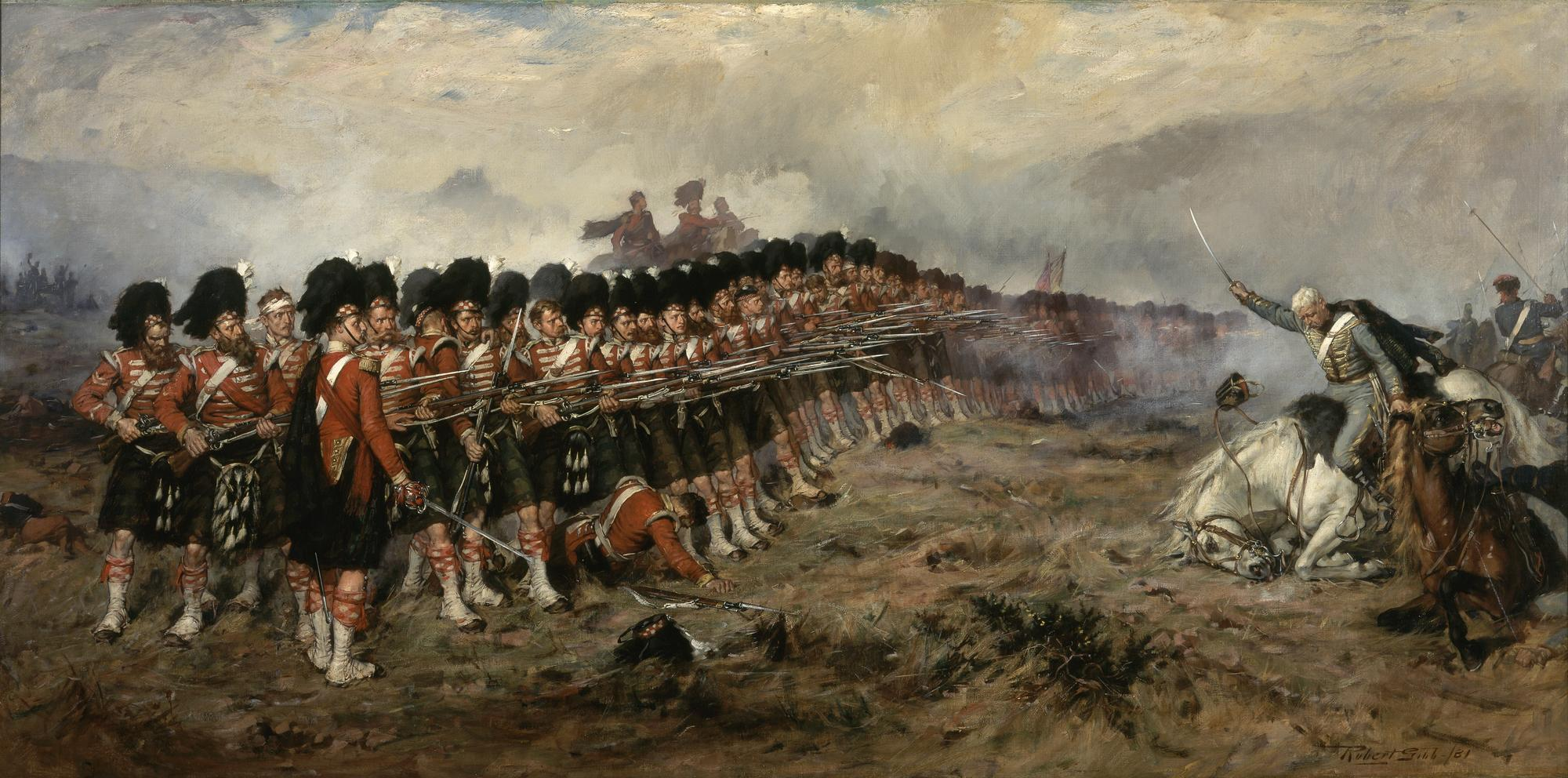
The Thin Red Line, obra de Robert Gibb

The Thin Red Line (A Fina Linha Vermelha) foi uma célebre acção militar do Exército Britânico executada pelo Regimento de Infantaria 93, das Terras Altas e de fardamento vermelho, na Batalha de Balaclava em 25 de outubro de 1854, durante a Guerra da Crimeia. 
Neste incidente o Regimento 93 foi ajudado por uma pequena força de Royal Marines e homens da infantaria do Império Otomano, liderados por Sir Colin Campbell, enfrentando uma carga da cavalaria do Império Russo. Antes Campbell e a sua Highland Brigade tomaram parte na Batalha de Alma e no Cerco de Sebastopol.